# Целочисленная решётка
n-Мерная целочисленная решётка (или кубическая решётка), обозначается Zn, — это решётка в евклидовом пространстве Rn, точки которой являются n-кортежами целых чисел. Двумерная целочисленная решётка называется также  квадратной решёткой. Zn является наиболее простым примером решётки корней. Целочисленная решётка является нечётной унимодулярной решёткой.

## Группа автоморфизмов
Группа автоморфизмов (или группа конгруэнции) целочисленной решётки состоит из всех перестановок и сменой знаков координат и имеет порядок 2n n!. Как матричная группа, эта группа задаётся множеством всех n×n знаковых матриц перестановок. Эта группа изоморфна полупрямому произведению
{\displaystyle (\mathbb {Z} _{2})^{n}\rtimes S_{n}},
где симметрическая группа Sn действует на (Z2)n путём перестановки (является классическим примером сплетения групп).
Для квадратной решётки группа является группой квадратов или диэдральной группой порядка 8. Для трёхмерной кубической решётки мы получаем группу кубов, октаэдральную группу порядка 48.

## Диофантова геометрия
При изучении диофантовой геометрии квадратная решётка точек с целыми координатами часто называется диофантовой плоскостью. В математических терминах диофантова плоскость является прямым произведением {\displaystyle \scriptstyle \mathbb {Z} \times \mathbb {Z} } кольца всех целых чисел {\displaystyle \scriptstyle \mathbb {Z} }. Изучение диофантовых фигур фокусируется на выборе узлов диофантовой плоскости, таких, что все попарные расстояния между точками являются целыми.

## Грубая геометрия
В грубой геометрии целочисленная решётка грубо эквивалентна евклидову пространству.